# Caco Galhardo
Antônio Carlos Tironi "Caco" Galhardo (São Paulo, 15 de dezembro de 1967), é um cartunista brasileiro. Seu trabalho mais conhecido é a tirinha Os Pescoçudos, publicada nos jornais Folha de S.Paulo e O Dia entre 1997 e 2010, quando Galhardo a trocou pela série Daiquiri. Também é autor de Lili, a Ex.
Galhardo começou sua carreira na década de 1980, quando estudava Comunicação Social na FAAP e publicava suas tirinhas em fanzines. De 1993 a 1997 Galhardo trabalhou na MTV como redator onde foi idealizador das campanhas de cidadania, prevenção a AIDS e contra a violência. Na televisão também já escreveu para o programa Casseta e Planeta Urgente. Apresenta um programa na Rádio UOL, chamado Fogo no Rádio.
Caco Galhardo publicou uma releitura em quadrinhos sobre o livro Dom Quixote em Dom Quixote Em Quadrinhos pela editora Peirópolis, e também escreveu o filme Mulheres Alteradas, inspirado nos quadrinhos homônimos da argentina Maitena.